# Parafia Miłosierdzia Bożego w Puławach
Parafia Miłosierdzia Bożego w Puławach – parafia rzymskokatolicka w Puławach, należąca do archidiecezji lubelskiej i Dekanatu Puławy.
Parafia została erygowana 15 czerwca 1985 roku. Kościół parafialny wybudowany w latach 1982–1993, został poświęcony 24 grudnia 1990 roku przez księdza biskupa Ryszarda Karpińskiego.
Obejmuje ulice: 6 Sierpnia, Centralna, Czecha, Dęblińskiej, Długa, Eustachewicza, Karpińskiego, Kołłątaja, Kusocińskiego, Leśna, Lokajskiego, Majdan, Młyńska, Niemcewicza, Partyzantów, Piaskowa, Polna, Prusa, Pusta, Skłodowskiej, Wólka, Wróblewskiego, Zarzecze, Zawadzkiego.

## Proboszczowie parafii[1]
1. ks. prałat Ryszard Gołda (1985-2006)
2. ks. kan. Janusz Gzik (2006-2010)
3. ks. kan. Andrzej Sternik (2010-2016)
4. ks. kan. Krzysztof Krakowiak (od 2016 roku)